# Стоян Сандов
Стоян Сандов Илиев е български партизанин, полицай, генерал-майор.

## Биография
Роден е през 1901 г. в монтанското село Видлица. От 1919 г. е член на БКМС, а от 1924 г. – и на БКП. От 1916 г. работи във въжарската работилница в гр. Фердинанд. Взема участие в Септемврийското въстание през 1923 г. След неуспеха му емигрира в Югославия. От там по решение на Задграничното бюро на БКП е изпращан във Виена, Австрия (1923 – 1928) и Париж, Франция, за да урежда изпращането на политически емигранти към СССР. На 4 януари 1928 г. се установява в СССР отново по решение на задграничното бюро. В периода 1928 – 1932 г. учи в Комунистическия университет за национални малцинства на Запада. Там става и член на ВКП (б). След завършването си е изпратен в град Кимир, където е завеждащ учебната част на Съветско-партийната школа и преподавател по история на ВКП (б) и ленинизъм. От 1933 г. е командирован в Коларовския районен комитет в Днепропетровска област. От май 1934 г. е на разположение на отдел „Международни връзки“ на Коминтерна. Завършва специална школа за електротехника и радиотехника. Между 1936 и 1937 г. е изпратен на мисия на Съветско-манджурската граница. След това отново се завръща в Москва, където завършва курс по автомобилно дело. Завръща се в България на 27 август 1940 г. и влиза в контакт с Антон Иванов и Емил Марков. На 1 септември 1941 г. излиза в нелегалност и става партизанин от партизански отряд „Христо Михайлов“. В отряда е помощник-политически комисар. През 1942 г. е осъден задочно на смърт. По-късно е осъден втори път задочно на смърт. На 9 септември 1944 г. участва в установяването на властта на ОФ в Берковица. Влиза в редиците на Държавна сигурност като инспектор в Областното управление на МВР във Враца. През 50-те години е инспектор от Държавна сигурност във Враца. Бил е секретар на Околийския комитет на БКП и областен началник на Народната милиция във Враца от май 1945 до края на 1949 г. В края на 1949 г. е назначен за началник на затвори и общежития при МВР. От февруари 1951 г. е началник на отдел XII (борба с политическия бандитизъм) на Държавна сигурност. По-късно е преназначен като началник на отдел към кабинета на министъра на вътрешните работи. След това през 1953 г. е назначен за началник на Окръжното управление на МВР-Шумен на мястото на Владимир Симеонов. От 8 септември 1959 г. е генерал-майор от МВР. Умира през 1975 г. Награждаван е с орден „Народна република България“ – I ст. (указ № 572 от 1 април 1971) по случай 70-годишнината му.